# Deathconsciousness
Deathconsciousness è l'album discografico di esordio del duo composto da Dan Barret e Tim Macuga, chiamato Have a Nice Life.
Il disco è stato pubblicato nel 2008 per l'etichetta Enemies List, dopo cinque anni di lavoro tra il 2002 e il 2007, per un costo complessivo di 1000 dollari, come riportato nel booklet.
È un concept album sull'opera filosofico-religiosa di Antiochus, religioso misconosciuto presumibilmente vissuto in Italia nel XIII secolo. È corredato da un libro di 70 pagine che documenta la vita di Antiochus scritto da un autore anonimo che si firma come professore dell'Università del Massachusetts. Sulla copertina del disco è raffigurato il dipinto di Jacques-Louis David La morte di Marat.

## Critica
L'album è stato recensito molto favorevolmente dalla critica di settore come per il critico Piero Scaruffi che lo ha inserito al 12º posto nella classifica per il 2008. Sul sito internet albumoftheyear ha ottenuto una valutazione critica media di 90 basata su una sola testata giornalistica e una valutazione media di 90 per quanto riguarda gli utenti. Sempre sul sito sopraccitato è quindi l'album con la migliore media punteggio utenti del 2008 e il 7° per il decennio 2000-2009.
Sul sito Rate Your Music Deathconsciousness ha una valutazione media di 4.11/5, portandolo al 1° nella classifica degli del 2008 e al 67° totale.
Ha avuto molte recensioni in ambito indie rock entusiaste.

## Tracce
Cd 1: The Plow That Broke The Plains
1. A Quick One Before The Eternal Worm Devours Connecticut - 7:53
2. Bloodhail - 5:40
3. The Big Gloom - 8:06
4. Hunter - 9:45
5. Telephony - 4:38
6. Who Would Leave Their Son Out In The Sun? - 5:19
7. There Is No Food - 4:00

Cd 2: The Future
1. Waiting For Black Metal Records To Come In The Mail - 6:17
2. Holy Fucking Shit: 40,000 - 6:29
3. The Future - 3:50
4. Deep, Deep - 5:26
5. I Don't Love - 6:13
6. Earthmover - 11:28